# Zenarchopterus ectuntio
Zenarchopterus ectuntio är en fiskart som först beskrevs av Hamilton 1822.  Zenarchopterus ectuntio ingår i släktet Zenarchopterus och familjen Hemiramphidae. Inga underarter finns listade i Catalogue of Life.